# Prodecatoma bengalensis
Prodecatoma bengalensis är en stekelart som beskrevs av Durgadas Mukerjee 1981. Prodecatoma bengalensis ingår i släktet Prodecatoma och familjen kragglanssteklar. Inga underarter finns listade i Catalogue of Life.